# Книга Чисел
Книга Чи́сел (ивр. בְּמִדְבַּר‎, bᵊmiðbar, современном произношении: Бе-мидба́р — «В пустыне»; лат. Numeri; др.-греч. Ἀριθμοί; тж. «Четвёртая книга Моисея») — четвёртая книга Пятикнижия (Торы), Ветхого Завета и всей Библии. В Мишне и Талмуде называется «Хумаш ха-пкудим» (дословно — «Пятина исчисленных»). Название книги объясняется тем, что в ней приводится целый ряд подробных данных по исчислению народа, отдельных его колен, священнослужителей, первенцев и т. п. Повествование охватывает события от приготовлений к уходу из Синая до прибытия «на равнины Моава, при Иордане, против Иерихона». Основное содержание этой книги — жизнь народа в пустыне, пред лицом Создателя и «наедине» с Ним.
В книге Чисел 36 глав. В иудаизме она (как и другие книги Торы) имеет другое деление — на «недельные главы» (парашат ха-шавуа).

## Содержание книги

### Исчисление колен
В первых четырёх главах этой книги речь идёт о приготовлениях к военному походу, и приводится число боеспособных мужчин, которое составляет 603 550. В этих же главах описан порядок, который соблюдался как на стоянках, так и в пути: в центре находилась Скиния, которую несли левиты, а по четырём её сторонам располагались по три колена. Эта часть книги Числа устанавливает законы о назореях и завершается священническим благословением, а также перечисляет коллективные и индивидуальные пожертвования начальников колен для священнослужения в Скинии. Каждый из начальников приносил дары в назначенный день в том порядке, в каком колена перечислены в Чис., 2. Были изготовлены две серебряные духовые трубы, и установлены правила для их использования в бою и в праздники.

### Исход и скитания по пустыне
На двадцатый день второго месяца на второй год Исхода израильтяне покинули гору Синай и двинулись в путь.
- Главы 10:11 — 22:1 повествуют об их продвижении.
  - Однако приготовления к приходу в Землю обетованную оказались напрасны, народ проявил моральную слабость, что выражалось в актах непослушания, о которых рассказано в главах 11—25.
    - Первый из случаев ропота Израиля против Бога и Его посланника Моисея связан с однообразием посылаемой Богом каждое утро пищи (манна небесная) (11:1, 2). В ответ на жалобы Моисея Бог посвятил 70 мужей в старейшины, возложил на них часть бремени Моисея (11:16—25) и послал израильтянам несметное множество перепелов.
    - Далее следует рассказ о том, что Аарон и Мириам (Мирьям) упрекали Моисея «за жену эфиопку» (12:1—3), которую он «взял за себя», и Бог наказал Мирьям проказой, впоследствии исцелив её (глава 12).
    - Ропот израильтян достиг кульминации в их отказе идти в Землю обетованную (главы 13, 14). По велению Бога Моисей послал в Ханаан 12 разведчиков — по одному от каждого колена. Вернувшись через 40 дней к Моисею, они подтвердили, что в Земле Израиля «подлинно течёт молоко и мёд» (13:28), однако, испуганные силой живущего там народа, «распускали худую молву о земле, которую осматривали, между сынами Израилевыми» (13:33). В результате израильтяне стали «роптать на Моисея» и «сказали друг другу: поставим себе начальника и возвратимся в Египет» (14:2, 4). Двое из разведчиков — Иисус Навин (Иехошуа бин Нун) и Халев (Калев) — призвали народ уповать на Божье обетование, однако израильтяне вознамерились побить их камнями (14:6—10). В наказание за слабость веры Бог осудил всех (кто был в возрасте двадцати и более лет во время исхода из Египта), за исключением Иисуса Навина и Халева, на странствия и смерть в пустыне, а за самовольную попытку израильтян войти в Ханаан они были наказаны поражением в битве с амалекитянами и ханаанеями (14:11—45).

  - Глава 15 содержит ряд культовых предписаний, завершающихся рассказом об установлении смертной казни за нарушение субботы и предписанием носить цицит (15:39, 40) как постоянное напоминание о Завете.
    - В рассказе о «восстании» левита Корея (Кораха) против Моисея и Аарона (главы 16, 17) отражается недовольство части потомков колена Реувена, а также левитов отведённым им подчинённым положением по сравнению с коэнами, которым была дана прерогатива отправления культа в Скинии. Бог наказал ропщущих и восстановил авторитет Аарона.

  - За этим следуют установления об обязанностях и правах левитов как прислужников священников (глава 18) и предписания о ритуальном очищении пеплом красной коровы (глава 19).

### Завершение скитаний
- Далее повествуется о периоде, завершающем сорокалетнее скитание Израиля по пустыне.
  - Центральная тема следующей главы (глава 20) — смерть вождей израильтян: глава начинается сообщением о смерти Мириам и завершается рассказом о смерти Аарона и наследовании священничества его сыном Елезаром (Эл‘азаром).
  - На своём пути в Землю обетованную израильтяне направились в Заиорданье, однако царь Эдома отклонил их просьбу разрешить проход через его территорию (20:14—21). Нанеся поражение ханаанскому царю Араду (21:1—3), израильтяне двинулись вдоль Красного моря, чтобы обойти Эдом с юга.
  - Трудности пути через пустыню вновь вызвали малодушие у израильтян, за что Бог наказал их нашествием ядовитых змей (21:5, 6).
  - В результате победы над царём Сихоном израильтяне впервые приобрели собственную территорию: «И поразил его Израиль мечом, и взял во владение землю его…» (21:24).
  - Кратким рассказом о победе над царём Башана Огом, позволившей израильтянам завершить овладение территориями к северу от заиорданских царств, заканчивается повествование в книге Чисел о продвижении израильтян из Синая в Заиорданье.

### Израильтяне в Моаве
- Последняя часть книги Числа (главы 22—36) повествует о пребывании израильтян на равнинах Моава.
  - История о волхве Валааме (Биль’аме), которого Балак, царь Моава, послал проклясть Израиль, а он вместо этого благословил его (главы 22—24), показывает неуязвимость народа Израиля.
  - Вслед за этим, однако, повествуется об очередном отступничестве народа, впавшего под влиянием моавитян в идолопоклонство и «блудодействовавшего с дочерями Моава» (25:1—3). После того, как Финеес (Пинхас) публично умертвил зачинщиков, Бог повелел Моисею казнить «начальников народа» и поразить «двадцать четыре тысячи из израильского стана» (25:9), заповедав Израилю вечную вражду к мадианитянам, «ибо они враждебно поступили с вами в коварстве своём» (25:18).

Этим эпизодом завершается в книге Числа длинный перечень отступничеств Израиля.
- - Исчисление израильтян в главе 26 аналогично главе 1, однако даёт несколько меньший итог, который отражает потери вследствие Божьего наказания. Рассказ об исчислении служит введением к установлению законов об уделе дочерей (27:1—11).
  - Глава завершается рассказом об избрании Иисуса Навина преемником Моисея (27:12—23).
  - Повествование прерывается предписаниями о праздничных жертвоприношениях (главы 28—30) и об ответственности за обеты, данные женщинами (глава 30).
  - Глава 31 повествует о войне израильтян с мадианитянами и даёт пример, как следует делить захваченную на войне добычу.
  - В главе 32 повествуется о согласии Моисея разрешить коленам Рувима (Реувена) и Гада и половине колена Манассии (Менашше) поселиться в Гильаде с условием, что они вместе с остальными коленами примут участие в войне за овладение Ханааном.
  - Глава 33 начинается списком становищ израильтян на их пути от Египта до Моава; большая часть приводимых здесь географических названий не поддаётся идентификации, а многие из них не встречаются более в Библии.
  - За списком следует повеление Бога израильтянам завоевать Ханаан и разделить его территорию между коленами.
  - В главе 34 даётся перечисление всех границ земли, предназначенной для поселения израильтян, и имена тех, кто должен будет делить землю по жребию.
  - Глава 35 содержит постановление о городах левитов, которые, в отличие от остальных колен, не получат собственного надела, и о городах-убежищах для тех, кто совершил непреднамеренное убийство.
  - В последней главе 36 даются дополнительные постановления о наследовании удела дочерьми.

## Происхождение книги
Рассказы книги Числа о переписях соотносятся с аналогичными эпиграфическими находками из Мари (XVIII—XVII века до н. э.), в которых, как и в книге Числа, переписи населения связаны с воинской повинностью и распределением земли, причём термины марийских документов (сабам, пакаду) соответствуют библейским терминам (цава и пакад). Повествовательный материал книги следует также сравнивать с политическим положением в XIII веке до н. э., когда многочисленные государства региона были вассалами мидианитов, контролировавших политику этих государств. Этот факт объясняет, почему приближение воинственных израильтян обеспокоило не только моавитян, но и мидианитских «старейшин». По всей видимости, пятеро знатных мидианитов, убитых на территории аморейского царя Сихона, были мидианитскими эмиссарами в Хешбоне. Мидианитские представители сопровождали моавитских послов, обратившихся к Валааму за помощью в действиях против израильтян. Возможно, что именно мидианиты были инициаторами деморализации израильтян, поскольку Бог наказал Моисею враждовать с мидианитами, а не с моавитянами, и этот наказ был выполнен (глава 31). В I тыс. до н. э. мидианиты практически исчезли из поля зрения израильтян.

## Разделение книги нанедельные главыв иудаизме
1. Бемидбар (1:1 — 4:20)
2. Насо (4:21 — 7:89)
3. Бехаалотха (8:1 — 12:16)
4. Шлах (13:1 — 15:41)
5. Корах (16:1 — 18:32)
6. Хукат (19:1 — 22:1)
7. Балак (22:2 — 25:9)
8. Пинхас (25:10 — 30:1)
9. Матот (30:2 — 32:42)
10. Масей (33:1 — 36:13)